# Berytinus signoreti
Berytinus signoreti är en insektsart som först beskrevs av Franz Xaver Fieber 1859.  Berytinus signoreti ingår i släktet Berytinus, och familjen styltskinnbaggar. Arten är reproducerande i Sverige.